# Saison 2009 des Padres de San Diego
La saison 2009 de baseball des Padres de San Diego est la 41e saison en Ligue majeure pour cette franchise.

## Intersaison

### Arrivées
- Kevin Correia, en provenance des Giants de San Francisco.
- Chad Gaudin, en provenance des Cubs de Chicago.
- Edward Mujica, en provenance des Indians de Cleveland.
- Duaner Sánchez, en provenance des Mets de New York.
- Henry Blanco, en provenance des Cubs de Chicago.
- Chris Burke, en provenance des Diamondbacks de l'Arizona.
- David Eckstein, en provenance des Diamondbacks de l'Arizona.
- Shawn Hill, en provenance des Nationals de Washington.
- Luke Gregerson, en provenance des Cardinals de Saint-Louis (ligues mineures).
- Cliff Floyd, en provenance des Rays de Tampa Bay.
- Walter Silva, en provenance de la Ligue mexicaine de baseball.

### Cactus League
Basés au Peoria Sports Complex à Peoria. en Arizona, le programme des Padres comprend 37 matches de pré-saison entre le 25 février et le 4 avril.
En excluant les rencontres face à l'équipe de Corée du Sud (victoire 10-4) et contre San Antonio (défaite 7-3), les Padres affichent un bilan de pré-saison de 10 victoires pour 21 défaites et 3 nuls, soit la 14e performance sur 14 en Cactus League et la 16e sur 16 pour une franchise de la Ligue nationale.

## Saison régulière

### Classement
| Ligue nationale (Division Ouest) | V  | D  | %    | GB |
| -------------------------------- | -- | -- | ---- | -- |
| Dodgers de Los Angeles           | 95 | 67 | .586 | -- |
| Rockies du Colorado              | 92 | 70 | .568 | 3  |
| Giants de San Francisco          | 88 | 74 | .543 | 7  |
| Padres de San Diego              | 75 | 87 | .463 | 20 |
| Diamondbacks de l'Arizona        | 70 | 92 | .432 | 25 |

### Résultats

#### Avril
Avec 9 victoires et seulement 3 défaites au 19 avril, les Padres signent le début de saison le plus surprenant face à des adversaires annoncés comme solides : Dodgers, Mets et Phillies, notamment. La fin du mois est plus complexe avec seulement 2 défaites pour 8 défaites ; le bilan du mois s'établit à 11 victoires et 11 défaites.